# Melomys
Melomys là một chi động vật có vú trong họ Muridae, bộ Gặm nhấm. Chi này được Thomas miêu tả năm 1922. Loài điển hình của chi này là Uromys rufescens Alston, 1877.

## Hình ảnh

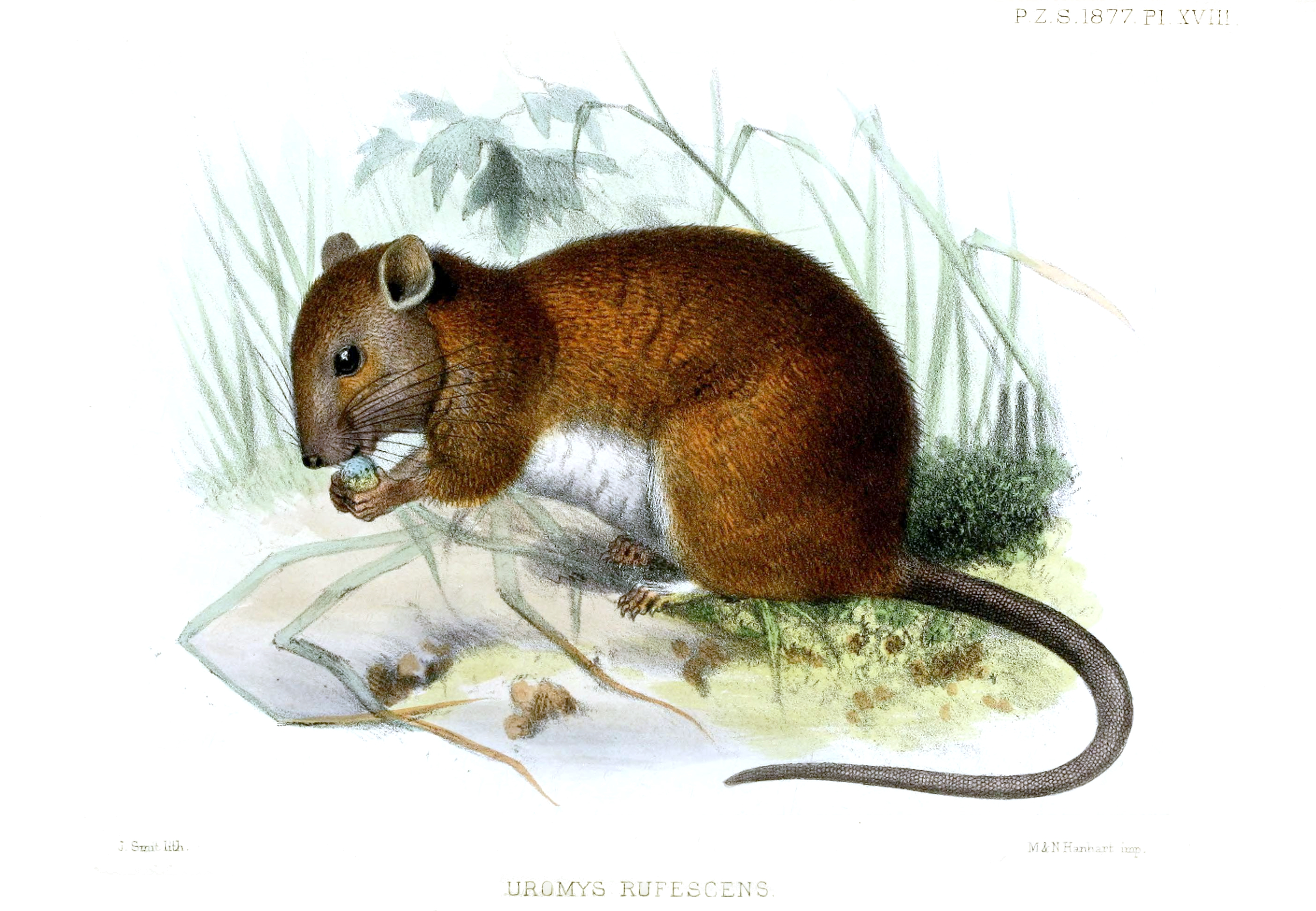

## Các loài
Chi này gồm các loài: